# Fraunhofer-Institut für Mikroelektronische Schaltungen und Systeme

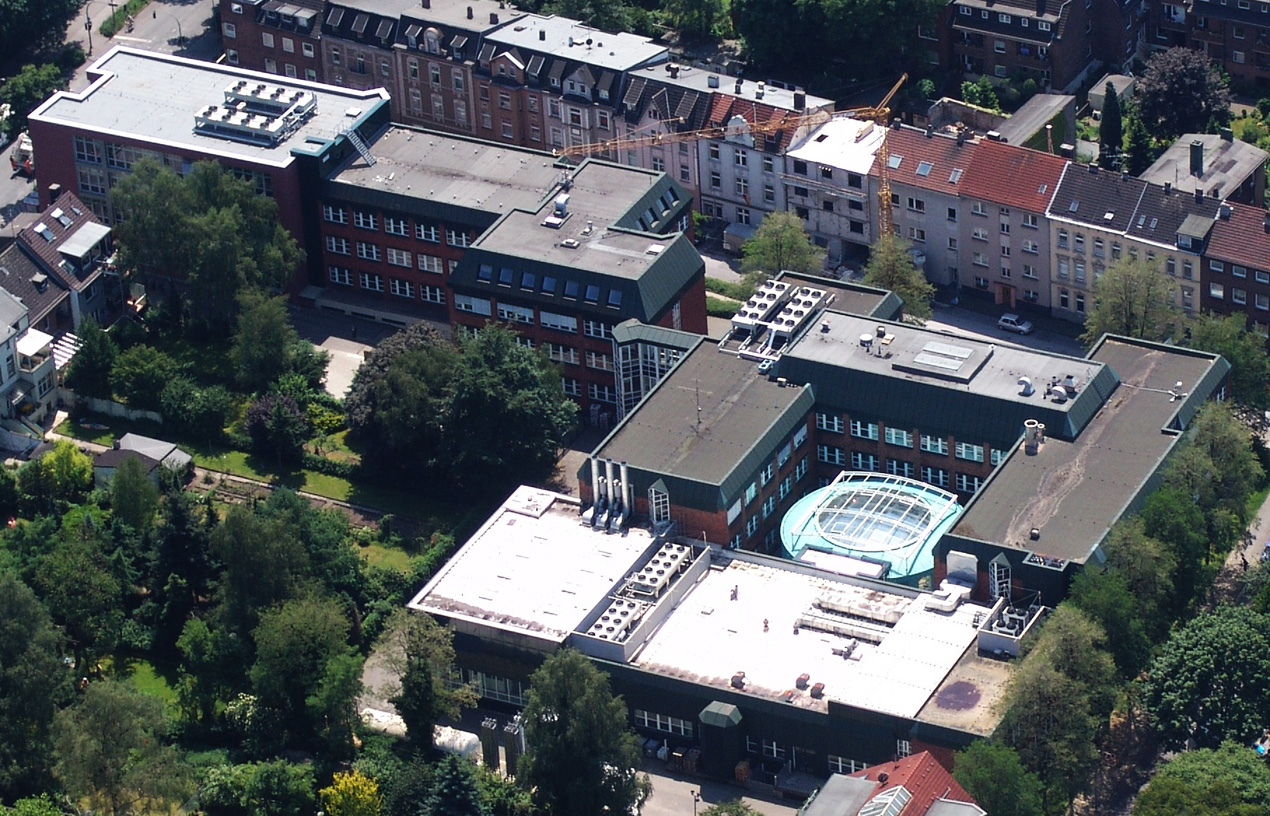
Luftbild des Fraunhofer-Instituts, Duisburg

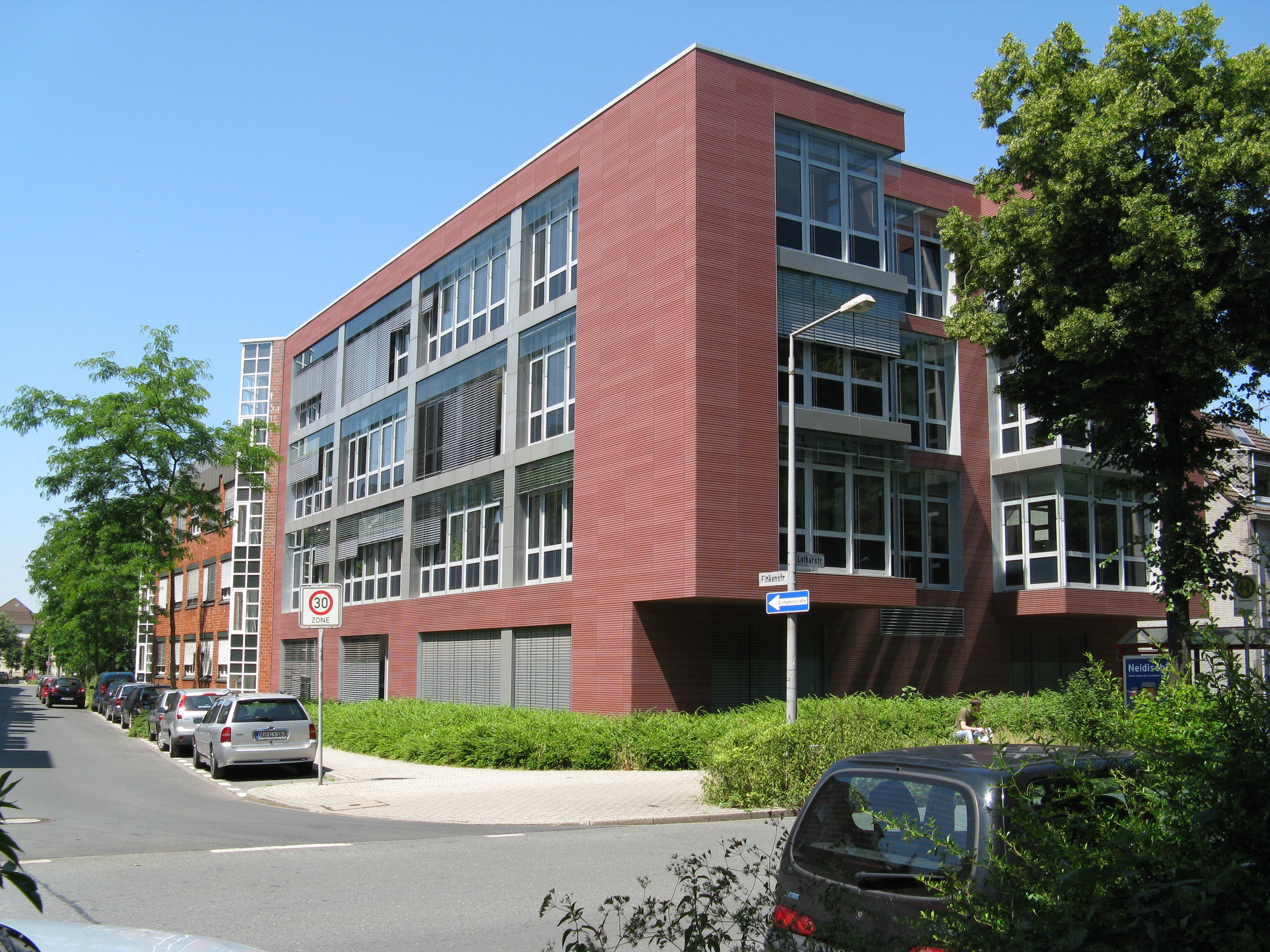
Das Fraunhofer IMS von dem Universitätscampus aus gesehen

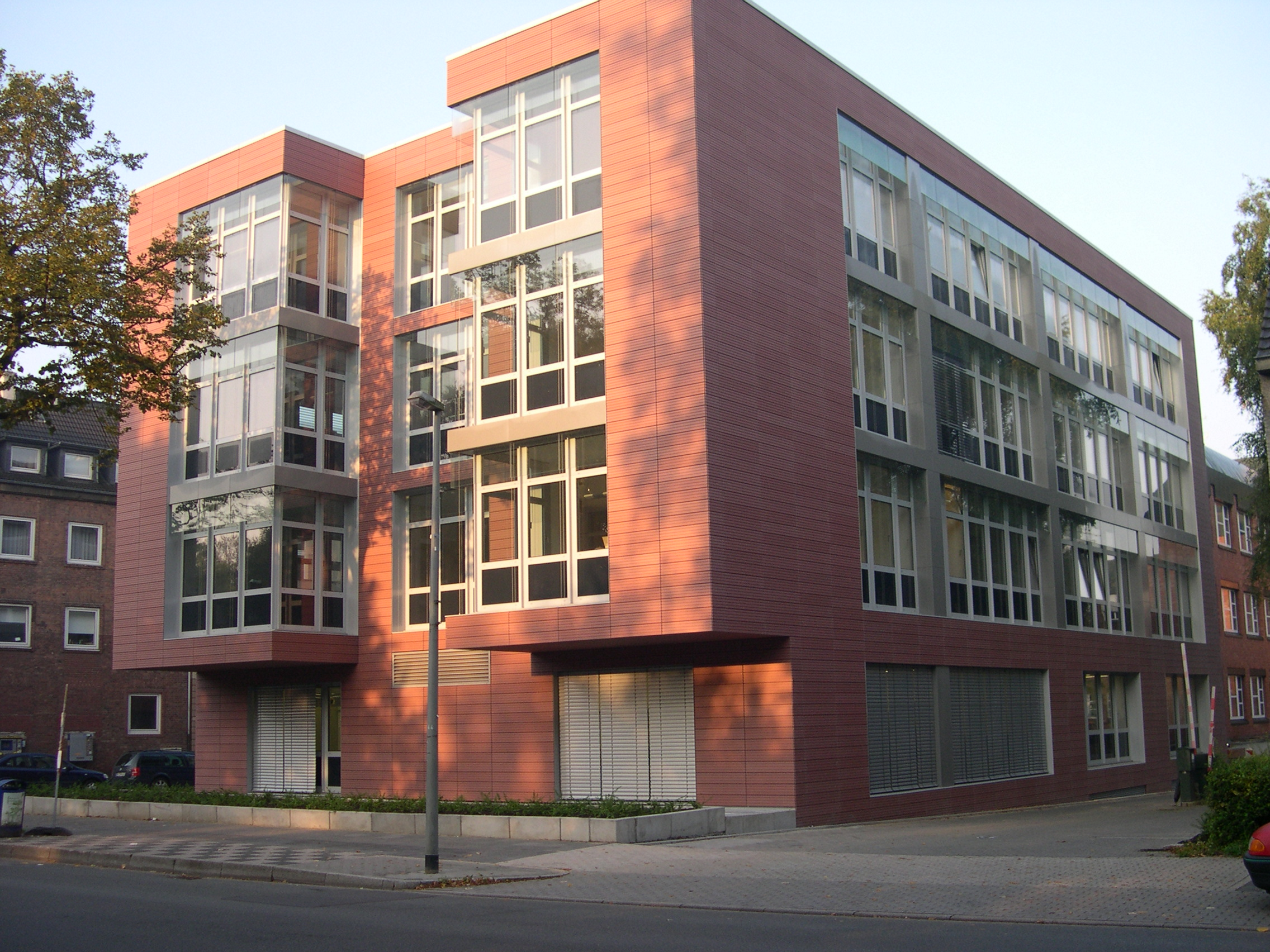
Neuer Trakt des Fraunhofer IMS

Das Fraunhofer-Institut für Mikroelektronische Schaltungen und Systeme, kurz auch Fraunhofer IMS, ist eine Forschungseinrichtung der Fraunhofer-Gesellschaft. Das Institut hat seinen Sitz im Duisburger Stadtteil Neudorf, in der Nähe der Universität. Die Aktivitäten des Instituts sind der angewandten Forschung und Entwicklung im Bereich Mikroelektronik zuzuordnen.

## Geschichte
Das Institut wurde im Jahr 1984 unter der Leitung von Günter Zimmer gegründet. Heute zählt es zu den führenden Instituten für angewandte Forschung und Entwicklung im Bereich der Mikroelektronik. Bis Ende 2001 hatte Fraunhofer IMS einen Institutsteil in München, der am 1. Januar 2002 an das Fraunhofer-Institut für Zuverlässigkeit und Mikrointegration (IZM) überging.
2006 übernahm der Physiker Anton Grabmaier die Institutsleitung.
Seit 2017 ist das Fraunhofer IMS Mitglied der Forschungsfabrik Mikroelektronik Deutschland, dem die zehn Fraunhofer-Institute des Fraunhofer-Verbund Mikroelektronik (VµE) und zwei Leibniz-Institute angehören.
Im Januar 2020 wurde bekannt, dass die langjährige Kooperation mit Elmos zur Jahresmitte endet.

## Forschung und Entwicklung
Das Institut deckt in den Bereichen Bauelemente und Technologie, Sensorik und Mikrosystemtechnik, Schaltungsentwurf und System- und Anwendungstechnik, sowie CAD und Test als einziges Mikroelektronikinstitut in Deutschland das skizzierte Potential der Mikroelektronik in der gesamten Breite ab.
Das Institut verfügt über einen 1.600 m² großen Reinraum der Klasse 10 mit hauseigener CMOS-Fertigungslinie. In dieser können jährlich über 80.000 Wafer produziert werden. Im Reinraum arbeiten 120 Personen in drei Schichten an sieben Tagen in der Woche. Für die CMOS-Pilotfertigung kooperierte das IMS eng mit der Firma Elmos.
Die Arbeitsfelder des Instituts gliedern sich in die Bereiche
- CMOS-Bildsensoren und Photodetektoren
Die Anwendungen decken verschiedene Felder ab, z. B. Multimedia, Automotive, Industrie- und Gebäudeautomatisierung, Robotik, Umweltschutz, Medizin.
- drahtlose ICs/drahtlose Kommunikationssysteme
Hier sind die Themenschwerpunkte: Nachrichtentechnische und Mikroelektronische Systemkonzepte zur Produktentwicklung, -fertigung und -inbetriebnahme.
- Embedded Systems
Eingebettete Hard- und Softwaresysteme, z. B. Gateways, Transponder-Basis-Stationen, aber auch für andere Produkte mit eingebetteter technischer Intelligenz.
- Fertigung von Wafern, CMOS-Prozesse und IC-Design
Basierend auf der CMOS-Technologie werden anwendungsspezifische Prozesse entwickelt. CMOS-Prozessschritte werden genutzt zur Herstellung von Silizium-Sensoren und Leistungsbauelementen. Sonderprozesse zur Herstellung von MST-Bauelementen (Sensoren) werden in den CMOS-Prozess integriert.
- Hochtemperatur-Chips und EEPROM-Anwendungen
Ein Hochtemperatur-CMOS-Prozess für bis zu 250 °C auf SOI-Substrat ist ebenfalls verfügbar. Die EEPROM-Anwendungen reichen von der Speicherung von Kalibrier- und Identifikationsdaten bis zum größeren Speicher-Array für Meßdatenlogger.
- Intelligentes Wohnen und Inhaus
- Sensorik und Sensorsignalverarbeitung
Entwicklung von Absolut- und Differenzdrucksensoren unter Einsatz der Silizium-Mikromechanik, einschließlich Drucksensoren für Hochdruck- oder Hochtemperaturanwendungen.
- Transponder und Smart Label
SmartCards, SmartLabels und Schlüssel für Wegfahrsperren sind bekannte Beispiele der Transpondertechnik.

## Infrastruktur
Im Institut sind ca. 250 Personen beschäftigt.
Der Betriebshaushalt lag im Geschäftsjahr 2009 bei 18 Millionen Euro (2006: 15 Millionen Euro). Diese kamen zu 15 % aus der Grundfinanzierung, welche zu 90 % aus Bundesmitteln und zu 10 % aus Landesmitteln finanziert wird. Die Drittmittelquote lag in dem Jahr bei rund 85 %, davon kamen rund 60 % aus der Auftragsforschung der Wirtschaft und rund 40 % aus zweckgebundenen Mitteln des Bundes und der Länder (im Wesentlichen Projektförderung, siehe Zuwendung).